# 榊原紀子
榊原 紀子（さかきばら のりこ、1978年8月4日 - ）は、兵庫県出身の元バスケットボール選手である。ニックネームは「キコ」「キング」。ポジションはフォワード。175cm。父は元プロ野球選手の榊原良行。「花の78年組」の一人。

## 来歴
- 小学5年でバレーボールからバスケットボールに転向。甲子園学院高校ではウィンターカップ準優勝を経験。愛知学泉大学でもインカレ4連覇に貢献。大学卒業後、トヨタ自動車（トヨタ自動車アンテロープ）に入社。ポイントゲッターとして定着。
- 2006年アジア大会では銅メダルを獲得。
- 2007年、アジア選手権では日本代表主将を務めた。
- 2008年度Wリーグのレギュラーシーズン最優秀選手。
- 2009年3月、現役を引退。